# Момоду Мутаїру
Момоду Мутаїру (англ. Momodu Mutairu, нар. 2 вересня 1976) — нігерійський футболіст, що грав на позиції півзахисника.
Виступав, зокрема, за клуби «Юліус Бергер», «Кавасакі Фронталє» та «Долфінс», а також національну збірну Нігерії.

## Клубна кар'єра
У дорослому футболі дебютував 1995 року виступами за команду клубу «Юліус Бергер», в якій провів один сезон. 
Своєю грою за цю команду привернув увагу представників тренерського штабу клубу «Кавасакі Фронталє», до складу якого приєднався 1997 року. Відіграв за команду з Кавасакі наступний сезон своєї ігрової кар'єри.
Згодом з 1999 по 2000 рік грав у складі команд клубів «Монтедіо Ямагата» та «Юліус Бергер».
2007 року перейшов до клубу «Долфінс», за який відіграв 1 сезон.  Завершив професійну кар'єру футболіста виступами за команду «Долфінс» у 2008 році.

## Виступи за збірну
1995 року дебютував у складі національної збірної Нігерії на Кубку конфедерацій 1995 року у Саудівській Аравії. На тому турнірі Нігерія посіла 4-те місце, а Мутарі на груповому етапі провів 2 матчі, проти Японії та Аргентини.

## Статистика

### Клубна
| Клубні виступи | Клубні виступи    | Клубні виступи | Ліга  | Ліга | Кубок            | Кубок            | Кубок ліги      | Кубок ліги      | Загалом | Загалом |
| Сезон          | Клуб              | Ліга           | Матчі | Голи | Матчі            | Голи             | Матчі           | Голи            | Матчі   | Голи    |
| Японія         | Японія            | Японія         | Ліга  | Ліга | Кубок Імператора | Кубок Імператора | Кубок Джей-ліги | Кубок Джей-ліги | Загалом | Загалом |
| -------------- | ----------------- | -------------- | ----- | ---- | ---------------- | ---------------- | --------------- | --------------- | ------- | ------- |
| 1997           | Кавасакі Фронтале | Футбольна ліга |       |      |                  |                  |                 |                 |         |         |
| 1998           | Кавасакі Фронтале | Футбольна ліга |       |      |                  |                  |                 |                 |         |         |
| 1999           | Монтедіо Ямагата  | Джей-ліга 2    | 22    | 6    |                  |                  |                 |                 | 22      | 6       |
| Країна         | Японія            | Японія         | 22    | 6    | 0                | 0                | 0               | 0               | 22      | 6       |
| Загалом        | Загалом           | Загалом        | 22    | 6    | 0                | 0                | 0               | 0               | 22      | 6       |

### У збірній
| національна збірна Нігерії | національна збірна Нігерії | національна збірна Нігерії |
| Рік                        | Матчі                      | Голи                       |
| -------------------------- | -------------------------- | -------------------------- |
| 1995                       | 2                          | 0                          |
| Загалом                    | 2                          | 0                          |